# Henderson, North Carolina
Henderson är administrativ huvudort i Vance County i North Carolina. Orten har fått sitt namn efter domaren Leonard Henderson. Enligt 2010 års folkräkning hade Henderson 15 368 invånare.